# Porotrichum lepto-meteorium
Porotrichum lepto-meteorium là một loài rêu trong họ Neckeraceae. Loài này được Müll. Hal. ex Dusén mô tả khoa học đầu tiên năm 1895.
Danh pháp khoa học của loài này chưa được làm sáng tỏ. 